# جاك غالاغر
جاك كلافي (ولد في 7 يناير 1990) هو مصارع محترف إنجليزي وفنون قتالية عسكرية مختلطة. موقع حاليا مع شركة WWE، في العرض الأحمر رو تحت اسم جاك غالاغر. فهو ربما اشتهر ظهوره في شركة Futureshock للمصارعة والكبرى الموالية للمصارعة، حيث كان قد فاز في بطولة FSW وبطولة GPW البريطانية. كما أنه بارع جدا في الفوز بالمبارة الثنائية، والفوز ببطولة Futureshock للزوجي في فريق مع أليكس السيانيد.

## النشأة
جالاغر ولد في مانشستر.

## رياضة المصارعة الحرة الترفيهية
تم تدريب غالاغر علي يد اليكس شين والموظفين Futureshock. وكان أول مرة يتدرب فيها علي المصارعة في سن ال 16 في 4 نوفمبر 2006 في Futureshock رقم 11، تحت اسم جاك سام، كفريق واحد مع أليكس السيانيد،، وكريس ترافيس. هزموا شركة Ligero، والإحسان والإيمان وجمال لويس. وقال انه تدرب أيضا في الإمساك، وهو أسلوب المصارعة الصيد، تحت يد بيلي روبنسون في الثعبان حفرة ويجان في ويغان، مانشستر الكبرى.

## روابط خارجية
- جاك غالاغر على موقع IMDb (الإنجليزية)
- جاك غالاغر على موقع قاعدة بيانات الفيلم (الإنجليزية)
- جاك غالاغر على موقع بوكس ريك (الإنجليزية) (registration required)
- جاك غالاغر على موقع شيردوغ (الإنجليزية)
- جاك غالاغر على موقع دبليو دبليو إي (الإنجليزية)
- جاك غالاغر على موقع WrestlingData.com (الإنجليزية)
- جاك غالاغر على موقع CageMatch worker (الإنجليزية)
- جاك غالاغر على موقع قاعدة بيانات المصارعة على الإنترنت (الإنجليزية)
- جاك غالاغر على موقع عالم المصارعة على الإنترنت (الإنجليزية)
- جاك غالاغر على موقع عالم المصارعة على الإنترنت (الإنجليزية)